# Caldone
Il Caldone (Caldòn in lombardo) è un corso d'acqua della Lombardia.

## Idrografia
Esso si origina dalla confluenza di numerose aste torrentizie nel comune di Morterone; attraversa la Val Boazzo e, tramite le forre scavate nel Passo del Lupo, scende nella conca alluvionale di Lecco fino a gettarsi nel Lario all'altezza della sede della Società Canottieri cittadina.
Storicamente, i conoidi di deiezione del Caldone e del Gerenzone hanno contribuito alla formazione della strozzatura che separa il lago di Como dal lago di Garlate e della piana su cui si è sviluppata la città.

## Storia
Ricordato anche nei Promessi Sposi, il Caldone forma il confine tra molti quartieri segnando in particolare il margine sud-ovest del centro storico cittadino. 
Comunemente viene chiamato torrente sia per distinguerlo dal «fiume», l'Adda (presente nei pressi della sua foce), sia per la sua portata; tuttavia, per il ruolo che ha giocato nell'industrializzazione della zona nella prima metà del XX Secolo, veniva chiamato il "vero fiume di Lecco". Nonostante lo sfruttamento industriale e i numerosi edifici costruiti sulle sue rive, in seguito il torrente fu visto come un ostacolo alla crescita urbanistica, venendo addirittura coperto nel 1970 da una strada a quattro corsie costruita proprio sopra il suo tratto finale, prima dello sbocco nel Lario.